# Caribbean Football Union

CFU (arancio), CONCACAF (arancio + camel).

L'Unione Calcistica dei Caraibi o CFU (Caribbean Football Union) è l'ente che governa il calcio nella regione calcistica dei Caraibi. 
Raggruppa 31 nazioni, di cui 25 affiliate alla FIFA, ed è parte della CONCACAF.

## Membri
| Paese                     | Federazione | Anno |
| ------------------------- | ----------- | ---- |
| Cuba                      | AFC         | 1961 |
| Curaçao                   | FFK         | 1961 |
| Guyana                    | GFF         | 1961 |
| Haiti                     | FHF         | 1961 |
| Porto Rico                | FPF         | 1961 |
| Bermuda                   | BFA         | 1962 |
| Trinidad e Tobago         | TTFF        | 1962 |
| Guyana francese           | LFG         | 1964 |
| Martinica                 | LFM         | 1964 |
| Rep. Dominicana           | FEDOFUTBOL  | 1964 |
| Giamaica                  | JFF         | 1965 |
| Saint Lucia               | SLFA        | 1965 |
| Suriname                  | SVB         | 1965 |
| Barbados                  | BFA         | 1968 |
| Grenada                   | GFA         | 1969 |
| Guadalupa                 | LGM         | 1969 |
| Antigua e Barbuda         | ABFA        | 1972 |
| Bahamas                   | BFA         | 1981 |
| Aruba                     | AVB         | 1988 |
| Saint Vincent e Grenadine | SVGFF       | 1988 |
| Saint Kitts e Nevis       | SKNFA       | 1990 |
| Isole Cayman              | CIFA        | 1992 |
| Anguilla                  | AFA         | 1994 |
| Dominica                  | DFA         | 1994 |
| Montserrat                | MFA         | 1994 |
| Isole Vergini Britanniche | VIFA        | 1996 |
| Turks e Caicos            | TCIFA       | 1996 |
| Isole Vergini Americane   | VISF        | 1997 |
| Sint Maarten              | SMSA        | 1998 |
| Saint-Martin              | CFIN        | 1999 |
| Bonaire                   | BFF         | 2013 |

## Competizioni

### Nazionali
- Coppa dei Caraibi - Coppa internazionale che era riservata ai Paesi caraibici. I migliori 4 si qualificavano per la CONCACAF Gold Cup. È stata sostituita nel 2017 dalla CONCACAF Nations League.
- Caribbean Futsal Championship - Coppa internazionale precedentemente denominata CFU Preliminary Futsal Qualification Tournament, riservata a squadre nazionali di calcio a 5 dei paesi caraibici. Attualmente le prime due classificate si qualificano per il CONCACAF Futsal Tournament.

### Club
- CFU Club Championship - Torneo annuale a cui partecipavano i club vincitori nei campionati dei singoli Paesi dei Caraibi. Il team vincitore si qualificava per la CONCACAF Champions' Cup. È stata soppressa nel 2022 e sostituita con una nuova competizione, la CONCACAF Caribbean Cup.
- CONCACAF Caribbean Shield - Torneo annuale istituto nel 2018 e definito come torneo di seconda fascia rispetto alla Caribbean Cup dato che qui vi partecipano le squadre non professioniste e semiprofessioniste dell'area dei Caraibi. Le due finaliste del torneo ottengono la qualificazione per la Caribbean Cup.